# Dominique Dalcan
Dominique Dalcan, né en 1965, est un auteur-compositeur-interprète français né à Beyrouth au Liban . Il est lauréat des victoires de la musique en 2018 en catégorie "album électronique".
Il passe son enfance et son adolescence à Noisy-le-Grand, en banlieue parisienne.
Dominique Dalcan ne reçoit aucune véritable éducation musicale.
Il se met pourtant à composer en autodidacte des pièces au piano, puis travaille un temps avec le groupe rennais Complot Bronswick. Il est influencé par les compositeurs Harold Budd et Brian Eno.

## Œuvres
Il sort en 1992 son premier album Entre l'étoile & le carré chez Crammed Discs.
Il fait son premier concert au célèbre festival des Transmusicales de Rennes en 1991. Sa collaboration avec Marc Hollander, le fondateur de ce label belge, durera une décennie.
L'album est qualifié de "miracle" de pop music. Dalcan est considéré comme un précurseur de la nouvelle chanson pop made in France en mélangeant la musique électronique et acoustique.
En 1994, Dominique revient avec Cannibale dont sont extraits Le danseur de Java et Brian. L'album est influencé par les orchestrations anglo-saxonnes. Il y mélange ses influences d’auteur comme Michel Leiris, en ajoutant un artwork solaire et méditerranéenne. Il s'entoure de l'arrangeur David Whitaker et du musicien Bertrand Burgalat. À la sortie du disque, Dominique effectuera alors une grande tournée en France avec différentes formations pour terminer sur la grande scène du festival des francofolies de la Rochelle en 1995 devant 8 000 personnes.
En 1996, Dalcan veut aller plus loin dans son expérimentation musicale et devient bicéphale. Il monte un projet musical parallèle : Snooze. On ne parle pas encore de French touch mais Dominique est cité dans la presse anglaise en compagnie de Laurent Garnier, Air, Daft Punk ou Motorbass.
Initialement instrumental, The Man in the Shadow sera son premier album sous le nom de Snooze et sera internationalement acclamé. Le son, tout en apnée, mélange le dub, le jazz, le hip hop et le drum and bass. Your Consciousness Goes Bip est un des titres extraits de ce disque cinématique. Dominique en fait d'ailleurs une version remixée beaucoup plus soul, sous-titrée Lover's mix. La vidéo est tournée à Manhattan.
En 1997, il sort l'album Ostinato. Le son se veut beaucoup plus latin. Dominique enregistre d'ailleurs avec des musiciens brésiliens comme Vinicius Cantuaria, collaborateur d’Arto Lindsay et de Caetano Veloso, Paolo Braga et Cyro Baptista ainsi que le chef d'orchestre Clare Fischer, arrangeur entre autres de Prince et de João Gilberto. L'enregistrement prendra place dans le mythique studio d'enregistrement Capitol Studios à Los Angeles, où des artistes de légende comme Frank Sinatra y sont venus enregistrer leur albums cultures. Une vidéo du processus est disponible.
Les singles de l'album sont : L'air de rien un duo avec la chanteuse Nancy Danino (déjà présente sur The Man in the Shadow le premier album en 1996 de Snooze), 
Individualistic et le très bossa nova Plus loin mais jusqu'où.
L'année suivante, Dalcan travaille pour le cinéma avec Ma vie en rose d’Alain Berliner , produit par Haut & court (Golden Globe du meilleur film étranger et une nomination aux victoires de la musique pour Dominique).
Il revient dans la musique électronique sous le pseudonyme de Snooze avec Goingmobile en 2001. Ce dernier est plus lumineux. Grâce à des architectures sonores et de percussions latines, Snooze livre un album dense et pertinent. Trois chanteuses participent à cet album : Nancy Danino, l'Américaine Nicole Graham ainsi que Deborah Brown, une légende du jazz basée à Atlanta, qui a contribué à faire du titre Quiet Alone l’un des plus émotionnel de l'album.
Les collaborations se multiplient avec des  mixeurs comme Autechre,Uwe Schmidt avec Señor Coconut ou encore Isolée.
Après deux ans d'écriture, c'est en janvier 2005 que sortira le troisième album de Snooze intitulé Americana. Le troisième album de Snooze mais le premier sur son propre label Ostinato. Sur ce disque, on s’aventure vers un folk moderne, où la country, le jazz oblique se mélangent avec élégance. Dalcan se charge lui-même de toutes les parties vocales en anglais, en modifiant parfois le timbre de sa voix.Americana réunit pour la première fois les deux facettes d'un même artiste : Dalcan et Snooze.
En 2006, Dominique Dalcan sort sur son label, le Best of intitulé Music hall qui réunit ses plus grandes chansons pop avec aussi quelques inédits. Il est consacré par le quotidien Le Monde comme « le pionnier de la pop française  ».
La même année, il sera victime d'un infarctus. Dominique s'éloigne alors de la musique pendant deux années.
En 2008, il collabore avec la jeune slameuse Luciole. Dominique Dalcan compose une grande partie de ses chansons et assure la réalisation artistique. Son premier album Ombres sort en février 2009, récompensé par L'Académie Charles-Cros.
Au fil de sa carrière, Dominique Dalcan collabore autant avec des artistes de variétés (Camille, Zazie, Hubert-Felix Thiefaine) qu’avec des artistes électroniques de renom (Autechre, Ryuichi Sakamoto, Isolée aka Rajko Müller, Fila Brazillia) 
En 2010, Dominique Dalcan sort un nouveau single en français, Paratonnerre, et retrouve le chemin des ondes en 2011.
En 2013, il assure certaines premières parties des concerts de Vanessa Paradis lors de la tournée Love Songs Tour.
En 2014, Dominique sort chez Pias, l'album Hirundo. C'est un remarquable retour sur la scène hexagonale. Le premier extrait s'intitule Sometimes. Réalisé par l'artiste, la video voit la participation d'une danseuse issue de la compagnie de Anne Teresa De Keersmaeker. Le second extrait "A quoi pensent les oiseaux" est un duo en compagnie de la chanteuse Mina Tindle.
Il travaille aussi avec la vidéo. Ses travaux personnels sur ce support le conduisent, entre autres, à réaliser ses projections scéniques. Il tente de travailler sur la perception physique du spectateur. Aujourd’hui, il incorpore le sound design à ses installations et intervient sur de nombreux projets en consultant musical.
En 2017, Dalcan sort sa nouvelle création transversale, intitulée Temperance. Ce dernier parle à son sujet d’univers « post-électronique », en ce que les machines y sont employées comme de vrais instruments. Le samedi 10 février 2018, l'album reçoit la Victoire de la Musique dans la catégorie Album de musiques électroniques ou dance de l'année. Il est assimilé à la scène electro française comme Rone. Le premier single s'intitule Small Black Piece Of Field réalisé par l'artiste sur le thème de l'anthropocène.
En 2019, sort le volume 2 de "Temperance".
Le chanteur, aujourd’hui libéré de tout code formel, entretient désormais un rapport mesuré aux technologies sonores. Une relation tempérante qui dépasse d’ailleurs le seul cadre musical puisqu’à travers cet usage éthique de la machine, Dalcan s’interroge, dans ses paroles et son quotidien, sur la place et l’intervention de l’homme dans la nature, et sur le rôle de son corps dans l’espace. Il concrétise sur scène ce projet ambitieux avec un spectacle hybride où la vidéo et l'audio sont désormais une texture unique et organique. L'artiste joue sur les scènes européennes sa création à Hambourg, Toulouse ou à l'Intime Festival de Namur.
Il réalise le clip Done Enough For Your Man, le premier extrait de l'album "Temperance 2" avec la participation de l'actrice française Valérie Kaprisky.
En 2020, il joue pour la première fois "A woman saved my life" au Centquatre à Paris. Cette installation sonore et vidéo se vit comme un environnement immersif. Les voix et témoignages s’entrecroisent et se mélangent, matérialisant une narration à voix multiples, à l’instar d’une mémoire collective. Menée en collaboration avec plusieurs musiciennes et chanteuses du monde arabe, cette performance est composée de chants (français, anglais, arabe), sur des sonorités faisant cohabiter des instruments acoustiques du Proche-Orient avec les textures électroniques affirmées qui sont devenues la marque de fabrique de Dominique Dalcan.
En 2020, Dominique participe à la compilation orchestré par le musicien techno Molecule avec son morceau d'ouverture: Run Around The Block, une ode pour supporter le confinement. Les profits iront à la Fondation de France pour lutter contre la Covid 19. Le disque sera disque de la semaine sur France Inter.

## Discographie

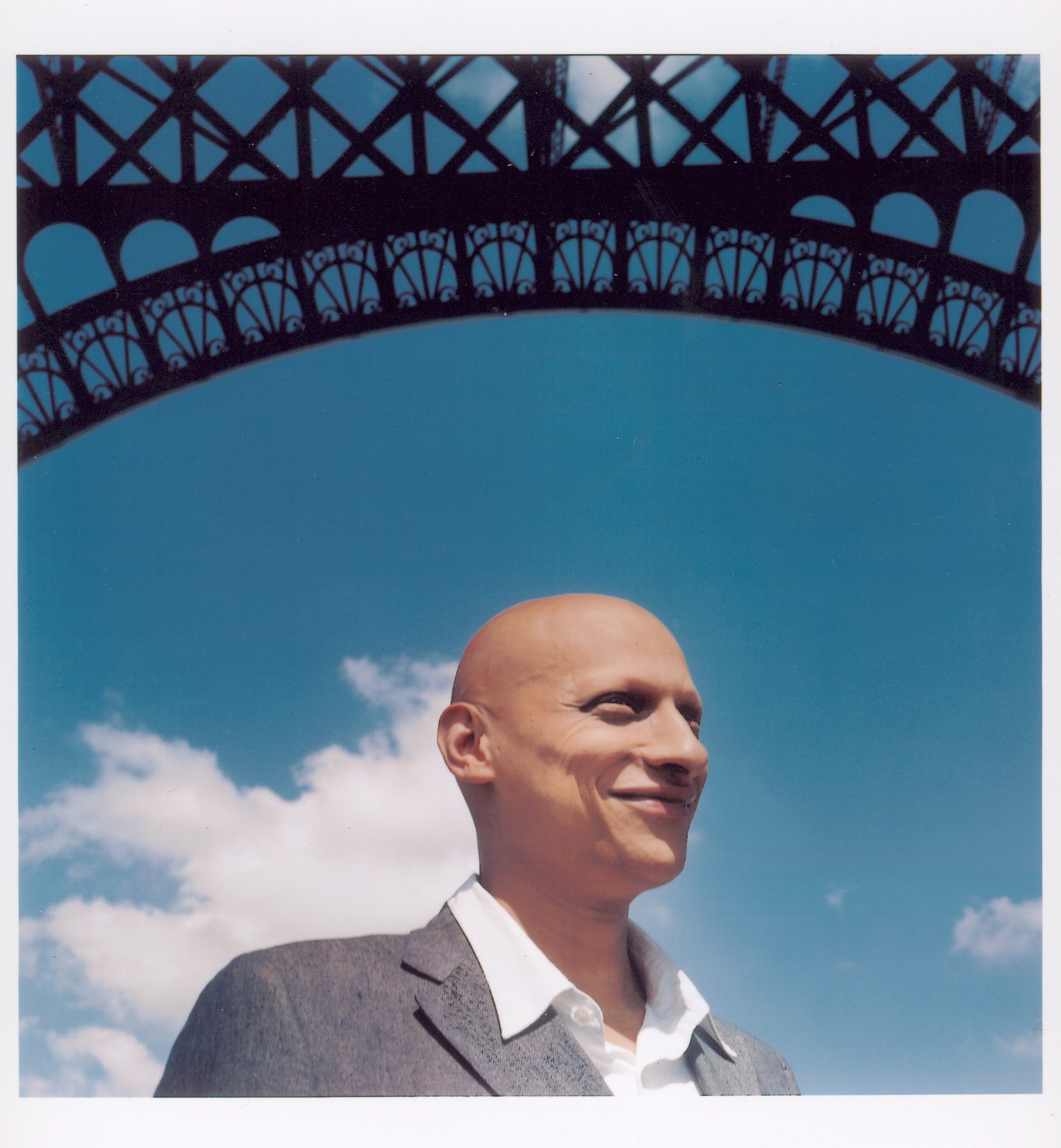
Dominique Dalcan (aka Snooze)

### Discographie Dominique Dalcan

#### Simples
- Comment faut-il faire ?
- Les années bleues
- Le danseur de java
- Brian
- Aveugle et sourd
- L'air de rien
- Plus loin mais jusqu'où ?
- Individualistic
- Music-Hall
- Paratonnerre
- Sometimes
- Transhumance
- À quoi pensent les oiseaux Feat Mina Tindle
- Small Black Piece of Filed
- Is it Over?
- Done Enough for your Man
- Come On Yeah

### Discographie Snooze

#### Simples
- Your Consciousness Goes Bip
- Middle Class Lady
- The Chase EP
- Good Morning As Usual
- Did I Give You Much
- Quiet Alone

### Discographie Temperance

#### Simples
- Small Black Piece of Filed
- Is it Over?
- Done Enough for your Man
- Come On Yeah

### Participations extérieures
- 1992 : Chante Ophélie sur l'album Sahara Blue hommage à Arthur Rimbaud d'Hector Zazou
- 1993 : Reprise de Plus je te vois, plus je te veux sur l’hommage à Joe Dassin  L'équipe à Jojo
- 1995 : Inédit The Spy from Ankara pour la compilation électronique Freezone 2
- 1996 : Générique de l'émission sur le cinéma de Canal+ Atmosphère
- 1996 : Musique pour le court-métrage Clueur de Nicolas Baz
- 1996 : Chanson pour le film Des nouvelles du bon Dieu de Didier Le Pêcheur
- 1996 : Inédit  Dub Angel  pour la compilation Freezone 3
- 1996 : Chasseur d'Ivoire, d'Alain Chamfort, enregistré avec Les Innocents à Taratata
- 1997 : Remix de  Supersex  pour Morphine, le groupe de l'américain Mark Sandman
- 1997 : Remix de  Corpo el alma  pour le japonais Ryūichi Sakamoto
- 1997 : Réalisation du titre  Fils de  interprété par Kent sur l’album hommage à Jacques Brel  Aux suivants
- 1998 : Chante avec la participation de l'actrice Anna Karina, Sa raison d’être  et compose  Ninoutchki  sur l’album Ensemble contre le sida[28]
- 2001 : Remix de  New-York USA  sur l’album  hommage à Serge Gainsbourg  I love Serge
- 2001 : Largo song  écriture et réalisation du générique pour la série télévisée Largo Winch
- 2002 : Composition et réalisation du titre  B.O  pour Kemar, le chanteur de No One Is Innocent, sur son album solo Prénom Betty
- 2002 : Musique pour The Truth about Charlie de l’américain Jonathan Demme
- 2002 : Musique pour Nature mortelle le téléfilm d'Alain Tasma.
- 2003 : Participation au conte musical  L’héroïne au bain  d'Olivier Libaux
- 2006 : Musique pour Comme des voleurs du suisse Lionel Baier
- 2008 : Chante La baie sur l'album de reprise d'Étienne DahoTombés pour Daho
- 2009 : Compose et réalise l'album Ombres de la chanteuse française Luciole
- 2008 : Création radiophonique en collaboration avec Matali Crasset et Luciole de Floom, un conte musicale pour enfant.
- 2010 : Remixes pour le groupe pop 1973
- 2011 : Compose Québec November Hotel pour le chanteur français Hubert-Félix Thiéfaine
- 2012 : Musique et sound design pour le site web de la créatrice de mode Elsa Schiaparelli
- 2013 : Réalisation et production du video clip pour la chanson Sometimes
- 2014 : Composition et sound design pour Ikea en collaboration avec la designer Matali Crasset
- 2014 : Réalisation et production du video clip pour la chanson Transhumance
- 2014 : Sound design pour les ateliers Tersi en collaboration avec la designer Matali Crasset
- 2014 : Réalisation du court métrage From Here To Eternity en collaboration avec le plasticien Julien Salaud
- 2015 : Sound design pour l'exposition Lignes de ville à Genève, en collaboration avec le photographe Gérard Beulac
- 2016 : Composition de “Globo” pour le salon du meuble à Milan, avec la designer Matali Crasset
- 2016 : « Home is where it hurts » avec la chanteuse Camille, pour le film « Juste la fin du monde » du réalisateur Xavier Dolan
- 2017 : Exposition au Albedo center de Beyrouth, sur l’invitation de l’Institut français.
- 2018: Musique pour l’exposition à l’espace Niemeyer avec le céramiste Frederick Gautier Fck
- 2018: Musique du conte environnemental “Saule et les Hooppies[29]” avec Matali Crasset, produit par le centre Pompidou
- 2020: Participation avec le titre "Run Around The Block" à la compilation electro "Music for Containment" initiée par Molecule